# Paul Walter Hauser
Paul Walter Hauser (sinh ngày 15 tháng 10 năm 1986) là một diễn viên và nghệ sĩ hài người Mỹ. Anh đã góp mặt các bộ phim Cruella, I, Tonya, Late Night, BlacKkKlansman và Năm chiến hữu, vào năm 2019. Anh đã có màn đột phá với vai chính trong bộ phim Richard Jewell, khiến Ủy ban Quốc gia về Phê bình Điện ảnh trao cho nam diễn viên giải Diễn xuất đột phá. Ngoài ra, Hauser cũng góp vai Stingray trong Phần 2 của loạt phim truyền hình Cobra Kai.

## Tiểu sử
Hauser sinh ra tại Grand Rapids, Michigan và lớn lên ở Saginaw, là con trai của Deborah và Paul Hauser—một mục sư thuộc Giáo hội Luther. Anh theo học trường trung học giáo xứ tư thục Valley Lutheran ở Saginaw.
Hauser đóng vai Shawn Eckhardt trong bộ phim I, Tonya năm 2017, Dale trong Virginia năm 2010 và Keith trong loạt phim truyền hình Kingdom. Năm 2019, anh thủ vai chính trong bộ phim Richard Jewell của Clint Eastwood, thể hiện một nhân viên bảo vệ có thật đã phát hiện ra quả bom tại vụ đánh bom Centennial Olympic Park.

## Phim

### Điện ảnh
| Năm  | Tựa đề                | Vai diễn           | Ghi chú             |
| ---- | --------------------- | ------------------ | ------------------- |
| 2010 | Virginia              | Dale               |                     |
| 2011 | Demoted               | Bothered Salesman  | Không được ghi danh |
| 2013 | iSteve                | Pastey Jones       |                     |
| 2017 | Locked Away           | DJ số 1            |                     |
| 2017 | I, Tonya              | Shawn Eckhardt     |                     |
| 2017 | Kiss Me When I'm Down | Robert             | Phim ngắn           |
| 2018 | Super Troopers 2      | Lonnie Laloush     |                     |
| 2018 | BlacKkKlansman        | Ivanhoe            |                     |
| 2019 | Late Night            | Eugene Mancuso     |                     |
| 2019 | Beats                 | Terrence           |                     |
| 2019 | Richard Jewell        | Richard Jewell     |                     |
| 2020 | Adam                  | Trent              |                     |
| 2020 | Năm chiến hữu         | Simon              |                     |
| 2020 | Eat Wheaties!         | James Fisk         |                     |
| 2020 | Songbird              | Michael Dozer      |                     |
| 2021 | Silk Road             | Curtis Clark Green |                     |
| 2021 | Cruella               | Horace Badun       |                     |
| TBA  | Delia's Gone          | Bo                 | Post-production     |
| TBA  | Queenpins             | Ken Miller         | Hậu kỳ              |

### Truyền hình
| Năm       | Tựa đề                            | Vai diễn                        | Ghi chú                                      |
| --------- | --------------------------------- | ------------------------------- | -------------------------------------------- |
| 2005      | Too Late with Adam Carolla        | Various Characters (lồng tiếng) | 2 tập                                        |
| 2010      | Community                         | Học sinh số 3                   | Tập: "Messianic Myths and Ancient Peoples"   |
| 2010      | It's Always Sunny in Philadelphia | Richie                          | Tập: "Dee Reynolds: Shaping America's Youth" |
| 2010      | Lee Mathers                       | Keanu                           | Phi công                                     |
| 2013      | Key & Peele                       | Nhiều vai                       | 2 tập                                        |
| 2013–2014 | Betas                             | Dashawn                         | 4 tập                                        |
| 2014–2017 | Kingdom                           | Keith                           | 27 tập                                       |
| 2015      | The Night Shift                   | Oren Edwards                    | Tập: "Ghosts"                                |
| 2015      | Blunt Talk                        |                                 | Tập: "Who Kisses So Early in the Morning?"   |
| 2017      | Superstore                        | Vince                           | Tập: "Rebranding"                            |
| 2017      | A Midsummer's Nightmare           | Nick Bottoms                    | Phim truyền hình điện ảnh                    |
| 2018–2019 | Unbreakable Kimmy Schmidt         | Tripp Knob                      | 2 tập                                        |
| 2018      | No Apologies                      | Daniel Cohen                    | Phi công                                     |
| 2019      | Cobra Kai                         | Raymond "Stingray"              | 8 tập                                        |
| 2020      | Reno 911!                         | Jeffy Renee Chisholm            | 6 tập                                        |

## Giải thưởng
| Năm  | Giải thưởng                          | Hạng mục                                  | Vai diễn được đề cử | Kết quả   | Chú thích |
| ---- | ------------------------------------ | ----------------------------------------- | ------------------- | --------- | --------- |
| 2019 | Giải CinEuphoria                     | Best Ensemble - International Competition | BlacKkKlansman      | Đề cử     |           |
| 2019 | Hội phê bình phim Detroit            | Diễn xuất đột phá                         | Richard Jewell      | Đề cử     |           |
| 2019 | Hội phê bình phim Detroit            | Diễn xuất đột phá                         | Late Night          | Đề cử     |           |
| 2019 | Hội phê bình phim Detroit            | Diễn xuất đột phá                         | Beats               | Đề cử     |           |
| 2019 | Ủy ban Quốc gia về Phê bình Điện ảnh | Diễn xuất đột phá                         | Richard Jewell      | Đoạt giải |           |
| 2020 | Hội phê bình phim Hollywood          | Giải Game Changer                         | Richard Jewell      | Đoạt giải |           |
| 2020 | Hội phê bình phim Hollywood          | Nam diễn viên chính đột phá nhất          | Richard Jewell      | Đề cử     |           |
| 2021 | Giải SAG lần thứ 24                  | Dàn diễn viên điện ảnh xuất sắc nhất      | Năm chiến hữu       | Đề cử     |           |